# Зволожувач повітря

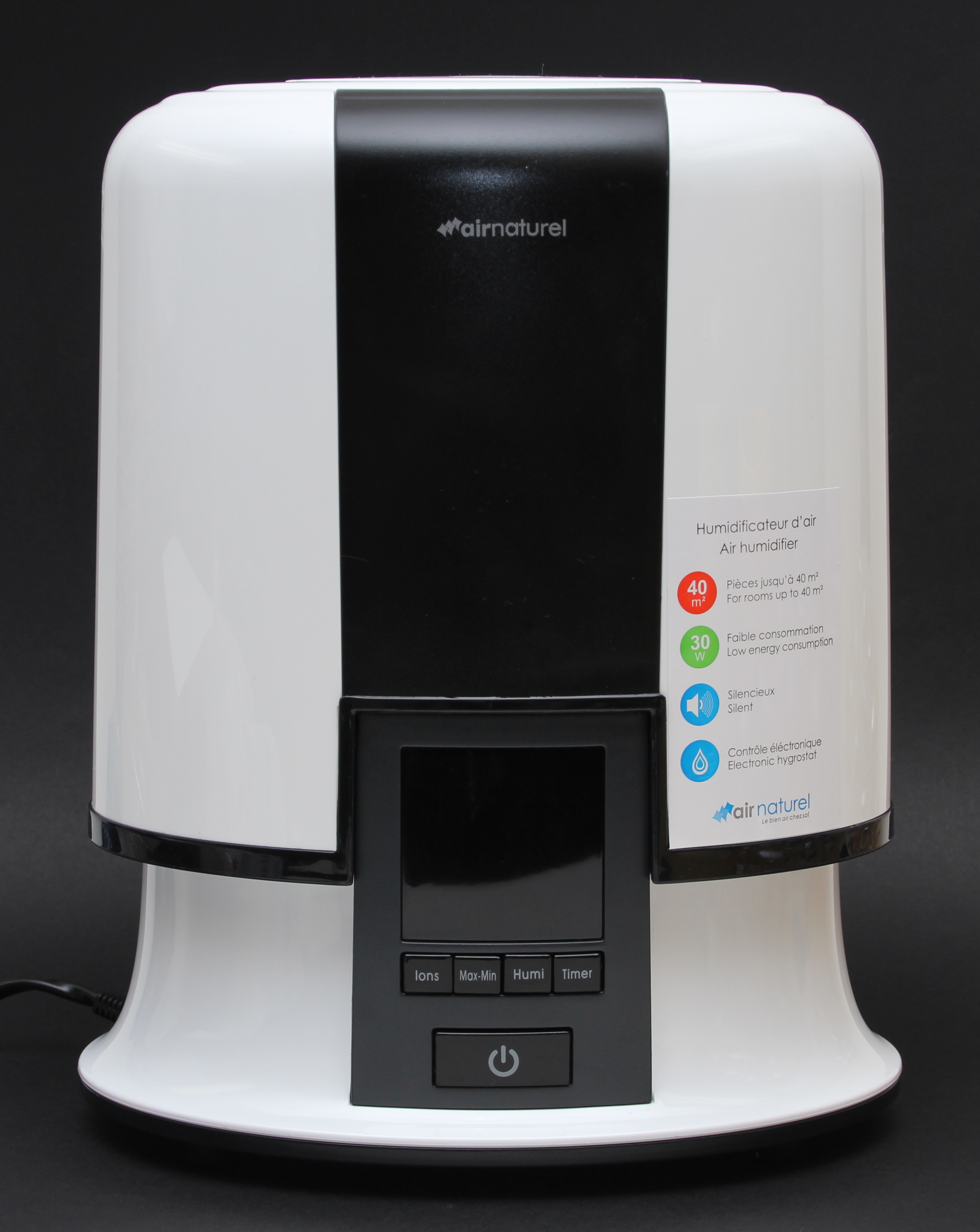
Побутовий зволожувач повітря

Зволожувач повітря — кліматичний прилад, що використовується насамперед для підвищення вологості повітря в приміщеннях. Функціональність зволоження також може бути присутня в складних приладах кондиціонування повітря та вентиляції. У свою чергу, у зволожувачах може бути присутня додаткова функціональність — нагрівання або охолодження повітря, очищення повітря від небажаних домішок, збагачення повітря бажаними компонентами, утримання заданого рівня вологості тощо.

## Призначення
Низька вологість (менш як 30 %) викликає дискомфорт та негативно впливає на здоров'я: викликає тріщини на губах, сухість шкіри, надмірну спрагу і т. ін. Найзручніша для людини відносна вологість повітря становить 40-60 % при кімнатній температурі. Кондиціонування в літній період і підігрів холодного зовнішнього повітря взимку викликають зниження вологості, до 20 % та менше.
Сухе повітря погіршує якість сну, підвищує дратівливість, викликає висихання і швидке старіння шкіри. Особливо важливо стежити за вологістю у квартирі, де живе дитина: ряд лікарів вважають, що для здоров'я дитини вологість приміщення повинна бути не менше 60 %. Для підвищення вологості ви можете використовувати спеціальні пристрої — зволожувачі.

## Типи зволожувачів
На даний момент на ринку присутні три основні групи зволожувачів: ультразвукові, парові, традиційні та імпелерні.

### Ультразвукові
Прилади даного типу перетворюють воду на туман з водяних крапель, використовуючи ультразвукову вібрацію. Вбудований вентилятор спрямовує пар в кімнату. Ультразвукові прилади надійні та енергоефективні, не підвищують температуру в приміщенні.
Основним недоліком ультразвукових зволожувачів є те, що мікрокраплі містять ті ж домішки, які були у воді. Жорстка вода, що багата солями та домішками, призводить до появи білого пилу на речах та меблях. Солі також потрапляють у легені, що може спровокувати алергію. Цю проблему можуть частково вирішити змінні фільтрувальні картриджі, проте вони потребують регулярної заміни, та додаткових витрат, як і використання дистильованої води.

### Парові
Парові зволожувачі нагрівають воду та випаровують її, працюють як електричний чайник. На відміну від інших типів зволожувачів, вони можуть бути небезпечними, гаряча пара може призвести до опіків, а пар піднімає температуру в приміщенні, що взимку прийнятно, а в спеку перевантажує систему кондиціювання. Енергоспоживання парових зволожувачів найбільше.
Проте, вони мають ряд переваг: паровий зволожувач може підвищувати вологість до 100 %, а інші види — лише до 60-80 %. Пар з пристрою виходить чистим, без домішок солі, тому на меблі не буде білого покриття.

### Традиційні
Традиційні зволожувачі використовують простий принцип дії: вода з резервуара опускається на елемент випаровування, а пара з допомогою вентилятора йде в кімнату. Сучасні високоякісні класичні зволожувачі мають ті ж розміри або трохи більше, ніж ультразвукові, при тій же продуктивності. Водночас, традиційні пристрої не мають головного недоліку ультразвукового: пар не містить солей у повітрі, немає білого пилу. Операційні витрати низькі, класичні зволожувачі не потребують дорогих фільтрів демінералізації або дистильованої води.

### Імпелерні
Ці зволожувачі мають обертовий диск, який відправляє воду в дифузор. Дифузор розпорошує воду на маленькі краплі (вологий туман) і відправляє краплі в повітря. Основною перевагою подібних пристроїв є їхня здатність зволожити великі площі.